# علم النفس التطوري للتربية
إن للذرية صلة أكبر بالأمهات من الآباء من الناحية التطورية ومن المعروف عالميًا أن المرأة هي الجهة الراعية المباشرة في العلاقة بين الآباء والأبناء، في حين يُنظر إلى الذكور على أنهم مورد مادي أو لا يشاركون إلا في نجاح تكاثرهم. فالمرأة لديها (غريزة الأمومة) التي تقدم العون والمساعدة والاحتضان والاستثمار في ذريتها. ويُعرف من الناحية التطورية أن الذكور أقل استثمارًا لأبنائهم نظرًا لعدم اليقين الوالدي. لذا يبحث الذكور عن أكبر عدد من الشركاء الجنسيين ويسعون لزيادة جيناتهم وسط المجتمع.
ومع ذلك، فإن للذكور أيضًا دور في حفظ العلاقة مع أبنائهم من خلال المشاركة في اتخاذ القرارات المتعلقة بالذرية عند المشاركة في الأسرة. وبالتالي، فإنه في الاختلافات التطورية الواسعة بين الرعاية المباشرة وغير المباشرة التي تقدمها الأمهات والآباء تباعًا يؤثر كلا الوالدين على قرارات حياة الذرية. وتؤثر أساليب التربية المختلفة عبر الثقافات أيضًا على مزاج الأبناء. بالإضافة إلى ذلك، يمكن أن تؤثر أنماط التعلق المختلفة على نمو الأبناء، ما يؤثر على خياراتهم المستقبلية لزملائهم ومهارات التربية.
تؤدي هذه التأثيرات التربوية إلى نظريات التلاؤم الشامل، فضلًا عن الاستثمار التربوي إلى توضيح جذور أساليب التربية التي تُنقل إلى الأبناء مثل ضمان النجاح الوالدي في الإنجاب بالإضافة إلى أهليتهم من خلال الموارد التي يحصل عليها الأبناء عند اختيار التزاوج.

## الفوارق الجنسانية

### دور المرأة/ الأم
وفقًا لنظرية الاستثمار التربوي، تميل الأمهات إلى توفير الرعاية المثلى لأبنائهن بسبب اليقين من العلاقة الوراثية. وفيما يتعلق بهذا فإن تعدد الزوجات نادر الحدوث في معظم المجتمعات لأن المرأة لن تتخذ أكثر من زوج واحد لضمان معرفة الأب بأبوة الطفل والمساعدة في رعاية طفله رعاية أبوية في المستقبل. وقد تطورت دورة المخ أيضًا لتفضيل الارتباط الأحادي في نفس الوقت الذي طور فيه أسلافنا قدرات حيوية ثنائية القدم منتصبة. وأدى تطور الحركة المنتصبة إلى نمو إناث يعتنين بأطفالهن بواسطة حمل الأطفال الرضع في أذرعهن بدلًا من ظهورهن.
أدى حمل أطفالهن في أذرعهن إلى زيادة الروابط بين الأم والطفل. وقد طورت القدرات ثنائية القدم المنتصبة الروابط الثنائية بين الذكور والإناث، إذ أصبح من الأسهل على الذكور حماية أنثى واحدة فقط على الأرض بدلًا من العديد من الإناث كما فعلوا أثناء عيشهم في الأشجار. وقد فُضل الاختيار الطبيعي للذكور والإناث الذي كان لديهم مورثات منظمة لتشكيل الروابط الزوجية لأن صغارهم كانوا أكثر عرضة للبقاء على قيد الحياة، وطُورت دوائر الدماغ تدريجيًا لتشمل الارتباط في أساليب التربية.
وقد كيفت النساء القدرة على التعرف على تعبيرات الوجه العاطفية للرضيع، وخاصة العاطفة السلبية وأتاح هذا التكيف للأب الرئيسي أن يطور ارتباطه مع طفله ما أدى إلى ضمان الارتباط أثناء النمو. إن فرضية (الرعاية والصداقة) التي تسمح للأم برعاية الطفل وحمايته في الحالات الضارة تضمن بقاء الأبناء. كما أن المرأة قادرة على إنشاء وصون شبكات اجتماعية توفر الحماية الاجتماعية لأبنائها.
طورت الجدات آليات تسمح لهن بالاستثمار في أحفادهن. وقد يكون سن اليأس بمثابة تكيف للنساء المسنات للاستثمار في رعاية ذريتهن وذرية أبنائهن. إن الرغبة في تحسين التلاؤم الشامل يسمح للجدات، وخاصة الجدات الأمهات، باستثمار أكثر ما يمكن إذ يضمن للطفل أن يحمل جيناتهن. ويمكن أن تستثمر العمات/ الخالات أيضًا تربويًا أكثر من الأعمام/ الأخوال وتحديدًا الخالات من طرف الأم أكثر من العمات من طرف الأب.

### دور الذكر/ الأب
الذكور أقل استثمارًا في الذرية المحتملة، وهم عمومًا أقل مهارة في مهارات التربية بسبب التركيز بشكل أكبر على التكاثر الوراثي، لأن أي أطفال قد تلدهم زوجاتهم قد يكونون أطفالهم أو لا يكونون. وتسمى هذه الظاهرة انعدام اليقين الوالدي. ومع ذلك، «يقضي الذكور البشر الكثير من الوقت في استثمار أطفالهم ويستثمرونهم بشكل كبير جدًا...وهذا يشكل تناقضًا حادًا مع الثدييات الأخرى، بما في ذلك أقرب أقربائنا «الرئيسيات»». وقد أثبتت البحوث أنه لهذا السبب يميل الآباء إلى استثمار المزيد من الموارد في الأطفال الذين يشبهونهم بالشكل والرائحة.
أظهرت الدراسات أنّ الرضيع عندما يكون المولود الأول، يعاني الذكور من انخفاض مستويات التستوسترون ما يجعلهم أقلّ احتمالًا لأن يكونوا مسيئين بارتكابهم خيانة جنسية أو بطلب الطلاق. وقد ترجع زيادة مستويات الاستثمار عند ولادة الطفل لأول مرة إلى رغبة الذكور في حماية جيناتهم وضمان النجاح الإنجابي لذريتهم بغية نشر جيناتهم.
يشارك الآباء البشر في حياتهم الأسرية لأن الروابط الاجتماعية مفيدة وتحسن من فرص الحصول على الموارد. إن العلاقات أحادية الزواج طويلة الأجل بين الوحدات الوالدية ضرورية من أجل تحسين تنمية الأطفال.
ومن منظور تطوري، تحسّن رفاهية الأطفال أثناء نموهم من احتمال التكاثر بالنسبة للطفل، وبالتالي استمرار جينات الأب. لا ترى المنظورات التطورية سلوك الآباء الذين يتخلون عن أسرهم استنادًا فقط إلى نقل المعلومات الوراثية ولكن أيضًا من خلال منظور اجتماعي، إذ إن مشاركة الأب هي عبارة عن تكيف شكّلته البيئة والخبرات.
وفي حالة الطلاق الحديثة، قد يشعر الآباء بعدم إلزامهم برعاية أبنائهم إذا مُنحت الأم الوصاية على الطفل أو الأطفال، ما يدفع الرجال إلى الشعور وكأنهم لا يحتاجون إلى المشاركة في تربية أطفالهم. فالزواج من جديد، والدخول في علاقات رومانسية جديدة، وإنجاب أطفال مع نساء أخريات قد يؤدي أيضًا إلى انتقاص الآباء من استثماراتهم الأبوية لأولادهم المولودين لأول مرة. يتخطى الرجال المطلقون الذين يجدون شركاء جددًا في الإنجاب استثماراتهم الوالدية، إذ يركزون على نشر جيناتهم على أوسع نطاق ممكن.

## أساليب التربية
قد تؤثر التربية الموثوقة أو الاستبدادية أو المتسامحة أو المهملة في تطور أنماط التعلق عند الأطفال وقدرتهم على التكيف من أجل البقاء والتكاثر. إذ يرتبط أسلوب التربية الموثوقة بأعلى مستوى من التكيف عند الأطفال ويتميز بثلاثة عوامل:
- العامل الأول: قد يفرض الوالد مطالب مناسبة للعمر بإصراره على أن يتصرف الطفل بطريقة فكرية وعاطفية مناسبة.
- العامل الثاني: قد يكون الوالد عقلانيًا ومتواصلًا عن طريق وضع حدود للسلوك المناسب ونقل هذه القيم الأساسية إلى الطفل.
- العامل الثالث: عندما يتصرف الطفل وفقًا للحدود الموضوعة، يُستخدم التعزيز الإيجابي والثناء. إذ يكون ارتباط الأطفال الذين يربيهم آباؤهم بأسلوب موثوق أكثر أمنًا ما يقودهم إلى أن يكون أكثر نجاحًا في العلاقات الرومانسية والاجتماعية على حد سواء.

يرتبط أسلوب التربية الاستبدادي بالأطفال المتكيفين إلى حد ما ويفتقر الوالد إلى مهارات التواصل التي يتمتع بها الوالد الرسمي ولا ينقل القيمة إلى الطفل أو يولي الاهتمام المناسب عند الضرورة. وقد يكون لدى الأطفال الذين تربوا على يد الآباء الذين لديهم مهارات رعاية أبوية استبدادية ميل أكبر نحو الشخصية الاجتنابية أو مشاكل انعدام الأمن في الارتباط. وهذا يقودهم إلى تجربة أقل نجاحًا في العلاقات وانخفاض فرص الإنجاب.
يوجد نوعان آخران من أساليب التربية التساهلية؛ المتسامحة والمهملة. لا يضع الآباء المتسامحون حدودًا مناسبة لأطفالهم ويزودونهم بتعزيز إيجابي على الرغم من أنه غير قابل للتطبيق. فالآباء المهملون لا يضعون حدودًا لطفلهم ويتجاهلون احتياجاتهم ويمكن أن تؤدي أساليب التربية المتسامحة والمهملة على حد سواء إلى تطوير مشاكل انعدام الأمن فيما يتعلق بالارتباط، فقد يشعرون بأنهم لا يمكنهم الوثوق في أولئك الذين حولهم.

## أنماط التعلق
طور ماضي الأجداد أساليب التعلق بين الأبوين (الأم على وجه التحديد) وذريتهما. تعتبر أساليب التعلق الآمن ضرورية لمساعدة العلاقات بين الوالدين والطفل ولبقاء الطفل في المستقبل. ويرتبط هذا بشدة بعلاقات البالغين القوية في المستقبل.
تعكس أنماط التعلق بيئات تربية الطفل كما أنها مُصاغة بتكيف. وتؤثر المقايضات بين التكاثر الحالي والتكاثر في المستقبل على أنماط التعلق. فعندما يتعذر الاعتماد على الموارد يمكن تركيز الجهود على زيادة الخصوبة وتقليل الاستثمار في أي سلالة معينة.
ويشكل التعلق الآمن والمتناقض القلِق والإحجام عن الاتصال بالآخرين أنماطًا مختلفة من نظرية التعلق. ويشمل التعلق الآمن قيام الطفل بالتماس معظم استثمارات الوالدين لضمان البقاء على قيد الحياة. ويُظهر الأطفال الذين يعانون من الإحجام عن الاتصال بالآخرين (أو ما يسمى بالشخصية الاجتنابية) اللا مبالاة تجاه الوالدين.
وينعكس هذا التكيّف على عدم رغبة الآباء في الاستثمار المستمر في الطفل. ومع وجود تعلق متناقض قلق، يظهر الطفل عصبيته وخوفه وانعدم الأمن لديه. ويعكس هذا التكيّفَ مع أحد الوالدين الذي لا يستثمر من أجل بقاء الذرية؛ للانشغال بقضايا أخرى. وقد تطور هذا النمط من التعلق على وجه الخصوص لتعزيز نمط (مساعدين في عش الزوجية). وفي هذا النمط من التعلق يبقى الأطفال في المنزل ويساعدون والديهم وغيرهم من الأطفال.